# Лось (скульптура, Выборг)
Лось — скульптура, созданная Юсси Мянтюненом. Была установлена в городском парке-эспланаде Выборга в 1928 году, позднее авторские копии появились также в Лахти, Турку и Хельсинки.

## История
Владельцем городской аптеки Й. К. фон Цвейгбергом (1842—1896) была завещана крупная сумма на украшение Выборга — 167 тысяч финляндских марок. Частично эти средства были использованы городскими властями для приобретения парковой скульптуры, в том числе и работы Мянтюнена.
Своё самое известное произведение Юсси Мянтюнен создал в 1924 году из гипса и представил на Северной охотничьей выставке, организованной Главной ассоциацией охотников Финляндии. Этот год указан и на бронзовом памятнике, установленном в городском парке четырьмя годами позднее. Образ был навеян автору сюжетом карело-финского эпоса «Калевала». Бронзовая фигура лесного великана высотой 3,5 метра, грациозно стоящего на невысоком гранитном постаменте высотой 0,8 метра, считается одним из лучших памятников парковой скульптуры в Выборге. Она была установлена в период, когда Финляндия анималистически изображалась в виде этого животного.
Внутри скульптура полая, в её основе металлический каркас.
Памятник стал популярной городской достопримечательностью, его изображения можно увидеть на открытках, значках и другой туристической продукции. В зимний период горка со статуей с давних пор стала излюбленным местом для катания детей по льду со склонов: об этом говорят и многочисленные воспоминания представителей финского населения, эвакуированного из Выборга по итогам советско-финских войн.
Вместе с другой известной выборгской скульптурой — «Лесным юношей» — скульптура лося благополучно пережила военный период (1939—1944), в отличие от многих других памятников (таких, как памятник Независимости, скульптура Нарцисса, памятник Петру I, памятник Вяйнемёйнену, памятник Микаэлю Агриколе, памятник белофиннам, «Девушка Иматры» и т. д.), оставаясь популярным местом у взрослых и детей: первые любят фотографироваться у скульптуры, а вторые продолжают использовать склон для катания в зимнее время.
Когда после войны Выборг оказался за пределами Финляндии, по инициативе бывших жителей города, переселившихся в Лахти, в 1955 году там была установлена копия скульптуры, неподалёку от другой копии выборгского памятника — Микаэлю Агриколе. Авторские копии скульптуры были установлены также в Турку в 1969 году и в Хельсинки в 1972 году.
В городах Финляндии со скульптурами связаны студенческие праздничные мероприятия на праздник Первомая (Ваппу, когда учащиеся надевают на скульптуру студенческую фуражку).
Изображения скульптуры лося как символа города встречаются как на выборгских, так и на финских сувенирах. Узнаваемый силуэт лося — составная часть посвящённой Выборгу композиции «Мост» работы скульптора П. Кавермы, установленной в Хельсинки в 2007 году. Следствием превращения лося в один из символов Выборга стало появление скамейки в виде лося на набережной Адмирала Апраксина.

## Фотографии
- Лось в Выборге
- Лось в Хельсинки